# Байрамов, Абдулла Салим оглы
Абдулла Салим оглы Байрамов (азерб. Abdulla Salim oğlu Bayramov; 1912, Ağamalıoğlu, Кавказское наместничество — май 1977, Баку) — советский партийный и государственный деятель. Председатель Верховного Совета Азербайджанской ССР (1955—1958).

## Биография
Член ВКП(б) с 1939 года. Окончил Азербайджанский индустриальный институт имени М. А. Азизбекова. Кандидат геолого-минералогических наук.
С 1931 по 1933 годы — учитель сельской школы (Азербайджанская ССР).
С 1941 по 1946 годы — участник Великой Отечественной войны.
С 1946 по 1950 годы — младший научный сотрудник Академии наук Азербайджанской ССР.
С 1950 по 1954 годы — директор Института геологии Академии наук Азербайджанской ССР.
С 1954 по 1956 годы — заведующий отделом науки и культуры ЦК КП Азербайджана.
С 1955 по 1958 годы — Председатель Верховного Совета Азербайджанской ССР.
С 1956 по 1960 годы — секретарь ЦК КП Азербайджана.
С 1958 года — заместитель председателя Общества дружбы и культурных связей с арабскими странами.
С 1960 по 1963 год — Министр культуры Азербайджанской ССР.
С 1963 по 1965 год — председатель Государственного комитета Совета Министров Азербайджанской ССР по кинематографии.
С 1965 года — начальник Управления геологии Совета Министров Азербайджанской ССР.
Член ЦК КП Азербайджана (1954—1961). Член Бюро ЦК КП Азербайджана (1956—1960).